# Kostja Mushidi
Kostja Kalonda Didier Mushidi (Uccle, 18 giugno 1998) è un cestista tedesco con cittadinanza belga.